# Lina Attalah
Lina Attalah(ar) لينا عطاالله, née en 1983, est une journaliste et fondatrice de journal égyptienne. Attalah est cofondatrice et rédactrice en chef de Mada Masr, un journal égyptien indépendant en ligne et était auparavant rédactrice en chef du journal Egypt Independent avant sa fermeture en 2013. Elle est particulièrement active dans la lutte pour la liberté de la presse en Égypte. 

## Formation et carrière
Attalah étudie le journalisme à l'université américaine du Caire. Devenue journaliste, elle couvre notamment des événements importants dans le monde arabe et égyptien, et les soulèvements. Elle écrit pour Al-Masry Al-Youm édition anglaise, Reuters, Cairo Times, le Daily Star, et le Christian Science Monitor. Elle travaille également comme productrice radio et coordinatrice de campagne pour BBC World Service Trust en 2005. Elle participe à plusieurs projets de recherche utilisant des résultats multimédias. Puis elle se concentre sur la couverture des mouvements en Égypte. 
En 2011, lors de la révolution égyptienne, elle fait partie des journalistes agressés par les forces de sécurité alors qu'ils couvrent une manifestation au Caire. Elle n'hésite pas à prendre aussi la parole en public et est invitée, à l'occasion de la Journée mondiale de la liberté de la presse, en Australie, ou au Forum des médias arabes par exemple, à s'exprimer sur la situation de la presse en Égypte. Plus de 36,6 mille personnes la suivent sur son fil Twitter. Elle fonde un nouveau journal indépendant en 2013, Mada Masr, en ligne, en arabe et en anglais.
Le magazine Time l'a mise en avant en 2017 comme une des journalistes remarquables de la nouvelle génération, la qualifiant de «Muckraker du monde arabe».

### Répression
En novembre 2019, les forces de sécurité égyptiennes perquisitionnent les locaux de Mada Masr. Trois des journalistes, dont Lina Attalah, sont arrêtés puis relâchés. « Ils ne nous ont pas dit qui ils étaient, qui les envoyait, ni ce qu'ils avaient contre nous », précise-t-elle.
Le 17 mai 2020, alors qu'elle interviewe la militante des droits humains Laila Soueif, mère de l'opposant Alaa Abdel Fattah, alors détenu et en grève de la faim, elle est interpellée à l'extérieur de la prison de Tora, au Caire pour être finalement libérée après paiement d'une caution de 2000 livres égyptiennes.